# حادثه (فیلم ۲۰۰۹)
«حادثه» (انگلیسی: Accident) یک فیلم سینمایی هنگ کنگی در ژانر اکشن و دلهره‌آور به کارگردانی چانگ پو سوئی که در سال ۲۰۰۹ منتشر شد.